# Omar Metwally
Omar Metwally (Queens, 10 aprile 1974) è un attore statunitense.

## Biografia
Omar Metwally è nato da padre egiziano e madre olandese. Attualmente vive in California. 
Tra le sue partecipazioni più importanti ci sono Munich di Steven Spielberg e Rendition - Detenzione illegale di Gavin Hood.

## Filmografia

### Cinema
- Life on the Ledge (2005)
- Munich, regia di Steven Spielberg (2005)
- Rendition - Detenzione illegale (Rendition), regia di Gavin Hood (2007)
- Quella sera dorata (The City of Your Final Destination), regia di James Ivory (2009)
- Virtuality (2009)
- Miral, regia di Julian Schnabel (2010)
- Non-Stop, regia di Jaume Collet-Serra (2014)
- Complete Unknown, regia di Joshua Marston (2016)

### Televisione
- New Americans - film TV (2002)
- Twenty Questions - film TV (2006)
- Grey's Anatomy - serie TV, 1 episodio (2006)
- The Unit - serie TV, 1 episodio (2006)
- Fringe - serie TV, 2 episodi (2010)
- Unforgettable - serie TV (2011)
- Dig – serie TV, 6 episodi (2015)
- The Affair - Una relazione pericolosa – serie TV, 5 episodi (2015)
- Mr. Robot – serie TV, 7 episodi (2016-2017)
- Treadstone – serie TV, 10 episodi (2019)
- Doc – serie TV (2025-)

## Doppiatori italiani
Nelle versioni in italiano delle opere in cui ha recitato, Omar Metwally è stato doppiato da:
- Gianfranco Miranda in Quella sera dorata, Non-Stop
- Emiliano Coltorti in Grey's Anatomy
- Riccardo Niseem Onorato in Rendition - Detenzione illegale
- Massimo Bitossi in Miral
- Vittorio Guerrieri in Fringe
- Marco Vivio in The Good Wife
- Alessandro Budroni in Unforgettable
- Andrea Lavagnino in The Affair - Una relazione pericolosa
- Andrea Ward in Treadstone
- Francesco Prando in Big Sky